# Jackeline Moreno
Jackeline Moreno Figueiredo Pina (antes "dos Santos"), (Jundiaí, 30 de dezembro de 1999) é uma voleibolista indoor brasileira, atuante na posição de Levantadora, com marca de alcance de 286 cm  no ataque e 271 cm  no bloqueio, que sagrou-se medalhista de ouro no Campeonato Sul-Americano Juvenil de 2016 no Brasil e nos Jogos Pan-Americanos Júnior de 2021 na Colômbia.

## Carreira
No início integrava as categorias de base do extinto Grêmio Recreativo Barueri desde 2013 , permanecendo até 2015, e foi convocada para Seleção Brasileira em preparação para o Mundial Infantojuvenil e participou de uma excursão pela Europa, pela República Checa, Rússia e Itália, e no referido mundial que foi sediado em Lima, finalizou na décima primeira posição
Foi convocada para seleção brasileira, para representar o país no Campeonato Sul-Americano Juvenil de 2016 em Uberaba quando conquistou a medalha de ouro e premiada como a melhor levantadora da competição e disputou o Mundial Juvenil de 2017 nas cidades mexicanas de Boca del Río e Córdoba, terminando na quinta posição.
Transferiu-se para o transferiu-se para ADC Bradesco na temporada 2016-17 e desde a temporada 2017-18 integra o elenco do Barueri Volleyball Club sob comando do técnico José Roberto Guimarães.Em 2021 foi convocada para seleção brasileira, categoria Sub-23, para disputa dos Jogos Pan-Americanos Júnior de 2021 em Cáli e conquistou de forma invicta a medalha de ouro e foi premiada como a melhor levantadora da edição.

## Títulos e resultados
- Campeonato Paulista:2019
- Campeonato Paulista:2021
- Campeonato Paulista:2020

## Premiações individuais
- Melhor Levantadora dos Jogos Pan-Americanos Júnior de 2021
- Melhor Levantadora do Campeonato Sul-Americano Juvenil de 2016